# Braque français, type Gascogne
Pour les articles homonymes, voir Braque français.
Le braque français, type Gascogne est une race de chiens d'origine française. Il s'agit d'un braque élevé dans le Sud-Ouest de la France depuis des centaines d'années. Cette race est identique au braque français, type Pyrénées, dont il est la version de grande taille.

## Historique
Le braque français serait le descendant direct d'une ancienne race de chiens d’arrêt décrite par Gaston Fébus (XIVe siècle). La sélection de cette race a été, de tout temps, tournée vers l'obtention d'un chien d'arrêt efficace. Les deux types de braques français sont probablement issus de braque espagnol ou du braque italien. En dehors de la France, le braque français est peu connu. Les deux types sont originaires du sud-ouest de la France et des Pyrénées centrales.

## Standard
Le braque français type gascogne est un braque médioligne, d'apparence puissante, robuste et fortement membré. La taille recherchée pour le type Gascogne est de 61 à 63 cm au garrot. Les femelles sont plus fines. La queue est généralement écourtée ; elle continue bien la convexité de la ligne de la croupe. La queue longue ou courte de naissance ne doit pas être considéré comme un défaut si elle est bien portée.
La longueur du museau est légèrement plus petite que celle du crâne. La tête est assez importante, mais pas trop lourde. Les lignes du crâne et du chanfrein sont légèrement divergentes. Le crâne est presque plat avec un sillon central peu accentué. La saillie occipitale est peu proéminente. Le stop est peu marqué.
La peau est souple, assez lâche. La robe à poil court est de couleur marron, marron et blanc avec ou sans moucheture, ou marron marqué de fauve au-dessus des yeux, aux babines et aux membres.

## Caractère
Le braque français sont des chiens considérés comme intelligent, obéissant et très attaché à son maître. Il aime les enfants. Le braque français type Gascogne est un chien sportif qui a besoin de se dépenser. Il doit être habitué jeune à la vie en ville.

## Utilité
Le braque français type Gascogne est un chien d'arrêt, à l'aise tant au bois qu'en plaine. Il est adapté à tous les gibiers, mais est tout spécialement adapté pour la caille, la bécasse et la bécassine. À la chasse, le braque français alterne les temps de trot et de galop, l'arrêt est solide et c'est également un bon chien de rapport.
C'est également un chien de compagnie calme et très fidèle, bien qu'il soit assez peu utilisé pour cette fonction unique.

## Alimentation
Il est recommandé de nourrir le braque français qu'une seule fois par jour ou deux. L'alimentation industrielle convient également mais l'alimentation au cru, comme pour tous les chiens, est conseillée.